# グローバル・ママ・ネットワーク
グローバル・ママ・ネットワーク(GMN, Global Moms Network)は、「世界のどこにいても自分の能力を開花させ、逞しく生きていけるような子どもを育てたい」という意欲を持ち、身近な問題(ローカル)と同様に地球規模の課題(グローバル)にも関心を持っているようなお母さんたちのためのネットワーク。「これからの時代の子育て、教育」というテーマについて、包括的かつリアルな問題提起・貢献を行っている。

## 沿革
- 2009年-東京都港区在住の女性たちが中心となり、インターナショナル・ウィメンズ・クラブの日本組織（International Women's Club JAPAN）を設立。
- 2009年11月-世界各地とアジアとの架け橋となる様々な分野でのグローバルリーダー・グローバルパーソンの育成環境を女性の視点からつくりたいという想いから、塾や受験などで忙しくなってしまう小学校4年生の前までに多様性を楽しみリスペクトする環境、表現力（特に失敗してもいいので積極的にアクションをする力）を高める環境、たくさんの世界・たくさんのプロフェッショナルと出会う特別な体験の機会を用意すべきと考え、駐日大使館や大使公邸を会場とした開発教育・国際理解プログラムを開始。
- 2010年8月-駐日大使館と東京プリンスホテルを会場とした、サマーキャンプの開発教育・国際理解プログラムを開始。
- 2010年12月-複数の駐日大使館と東京プリンスホテルを会場とした、ホリデーイベント（クリスマスイベント）を開始。
- 2011年1月-これまでの活動をバージョンアップした『リトルアンバサダー・プログラム』（開発教育・国際理解の体験型プログラム）を開始（「知る/体験する」「考える」「行動する」というスリーステップを通じたグローバルキッズの育成プログラム）。
- 2011年4月-リトルアンバサダーの子供たちを、継続的に支援する環境をつくるためにリトルアンバサダー倶楽部を開始。
- 2011年6月-共通の想いをもつ女性たちのネットワーク、『グローバル・ママ・ネットワーク』(GMN)を開始。毎月GMNマンスリーを開催。
- 2012年4月-インターナショナル・ウィメンズ・クラブのアジア組織（International Women's Club ASIA）を設立。
- 2013年12月-考える力教育推進委員会を発足（狩野みき 委員長）。
- 2014年3月-STEM教育推進委員会を発足（小宮山利恵子 委員長）。
- 2014年9月-シンガポール支部を発足（小山理紗 支部長）。

## 主なプログラム
- GMNマンスリー： メンバーの交流の場、お互いの経験を共有する「peer learning」の場として、毎月開催している。
- GMNテーマサロン： 特定のテーマについての「コンテンツづくり」「企画」の場として、2012年より不定期に開催している。
- GMNアドボカシー： 「次世代の子どもたちの利益を優先する社会の実現」「女性が子どもを産み育て、働くことを当たり前にできる社会の実現」を目的とした政策提言、啓発活動を行っている。
- その他、ママのためのプログラム

## 活動内容

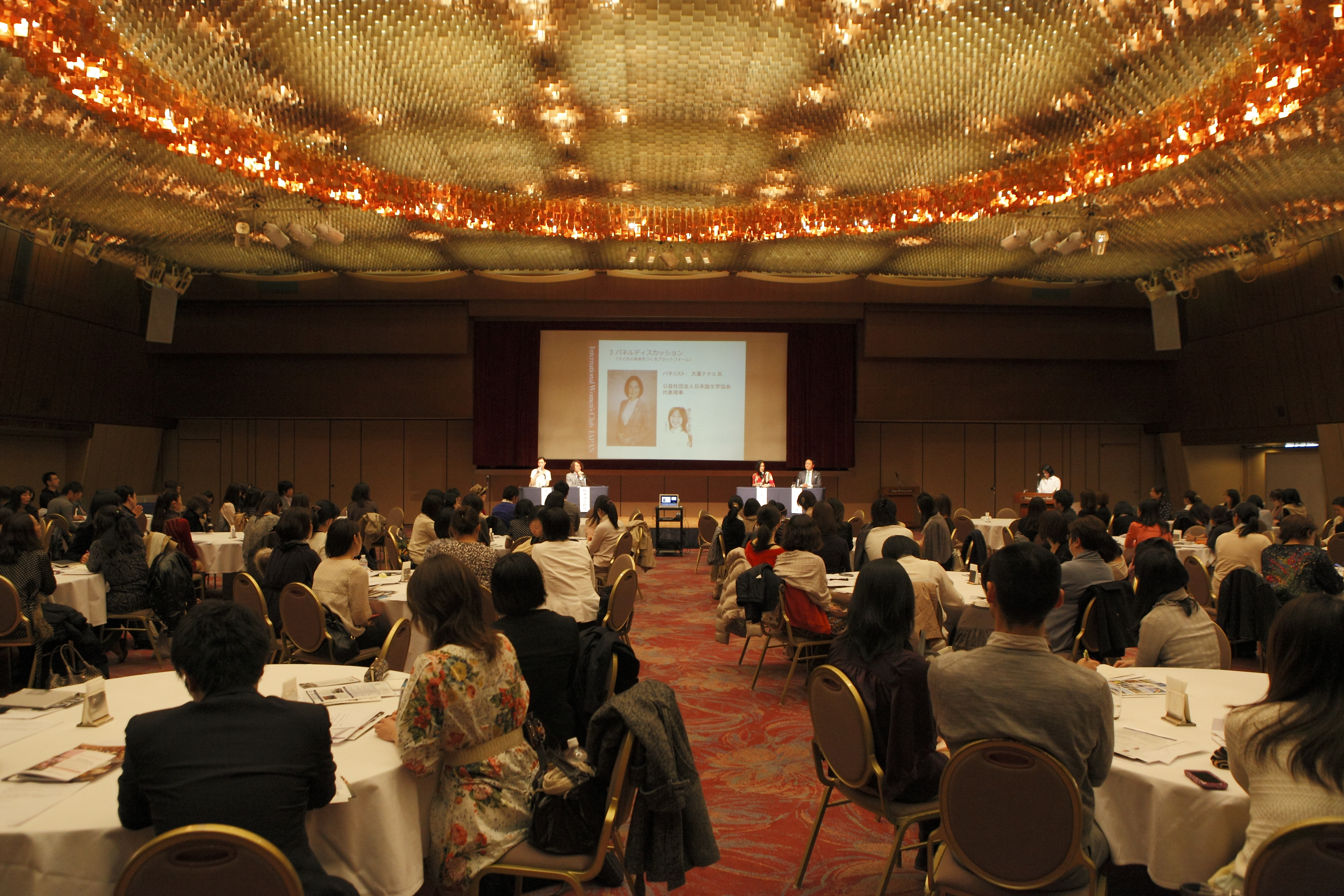
Global Moms Netoworkでのイベントの様子

- 2011年6月26日、GMNマンスリー（キックオフイベント）（会場は東京プリンスホテル）：登壇者はGMNコアメンバー
- 2011年8月21日、GMNマンスリー（会場はJICA地球ひろば）：登壇者は高田亜樹。「グローバル教育とは何ぞや？ ニューヨークで起きていること」
- 2011年9月23日、GMNプラニング・ミーティング（会場はJICA地球ひろば）
- 2011年10月15日、GMNマンスリー（会場は六本木ヒルズ）：登壇者は竹村真紀子。「留学に成功する子、失敗する子　〜どんな環境でも力を発揮できる子の特徴、失敗する子の親の特徴とは？〜」
- 2011年11月20日、クリティカル・シンキング・プログラム（会場は東京プリンスホテル）：登壇者は狩野みき。
- 2011年11月23日、GMNマンスリー（会場はJICA地球ひろば）：登壇者は大崎麻子。「でこぼこ3人家族が世界を行く！地球をまわってみつけた、教育と子育ての意味」
- 2011年12月11日、GMNホリデーパーティー（会場は東京プリンスホテル）：登壇者はハイチ大使、エルサルバドル大使、小野寺愛、木村麻紀
- 2012年1月29日、GMNマンスリー（会場はJICA地球ひろば）：登壇者は狩野みき。「クリティカルシンキング」
- 2012年2月6日、GMNプラニング・ミーティング（会場は帝国ホテル内の政経同志会）
- 2012年2月18日、GMNマンスリー（会場はアトムCSタワー8階、ホワイトギャラリー）：登壇者は小野寺愛、木村麻紀。「2020年の教育と子育てを考える　〜モンテッソーリ教育、北欧の教育事情から学ぶ「人間力」の育みかた」
- 2012年3月4日、GMNマンスリー（会場はJICA地球ひろば）：登壇者は吉田穂波。「グローバル・ママの身体をいたわり、健康を守るセルフケア講座」
- 2012年3月23日、GMNテーマサロン（会場は帝国ホテル内の政経同志会）：登壇者は上澤昇。「もてなしについて」
- 2012年3月25日、GMNパーティー「子どもの未来をつくるフラットフォーム」（会場は東京プリンスホテル）：登壇者は出井伸之、ミッコ・コイヴマー、ベ・ドンチョル、楠瀬誠志郎、吉田雅信、大葉ナナコ、堂珍敦子、治部れんげ、蛯原英里、竹村真紀子
- 2012年4月21日、GMNマンスリー（会場はアトムCSタワー8階、ホワイトギャラリー）：登壇者は小野美智代、小野日子。「ママ目線で考える社会貢献〜国際協力と被災地支援、そして地域活動〜」
- 2012年5月18日、GMNテーマサロン（会場は帝国ホテル内の政経同志会）：登壇者は木原義行（らでぃっしゅぼーや元社長）。「食の安全について」
- 2012年5月19日、GMNテーマサロン（会場は帝国ホテル内の政経同志会）：登壇者は堂珍敦子。「2030年人財の未来図」
- 2012年6月6日、GMNテーマサロン（会場はFCCJ）：登壇者はベ・ドンチョル（木戸寛孝、楠瀬誠志郎、高橋大介、石川久ほか）。「2030年人財の未来図」
- 2012年6月16日、「Beauty and cosmetics in Ancient Egypt」（会場は日比谷図書文化館）：エジプト大使館との共催で開催。登壇者はジハーン・ザキ
- 2012年6月23日、GMNマンスリー（会場はアーキテクトカフェ）：登壇者は和気邦夫。「グローバルに働き、生きられる子どもを育てるために今、できること」
- 2012年7月7日、ママの哲学の時間（会場は有栖川）：登壇者は狩野みき。
- 2012年9月29日、GMNマンスリー（会場はCoworkスペース Hatch）：登壇者はGMNコアメンバー。「あなたにとって「家庭」って何ですか？」
- 2012年10月27日、GMNマンスリー（会場は六本木ヒルズ）：登壇者は楠瀬誠志郎、高橋大介（特定非営利活動法人 じぶん未来クラブ 理事。ヤングアメリカンズ事業担当）。「声が人を動かす　〜人から愛される子どもが育つ環境〜」
- 2012年11月4日、GMNマンスリー（会場は Willowbrook International school）：登壇者は宮本毅。「中学受験の間違い！ 今本当に中学受験で求められているもの」
- 2012年11月15日、GMNテーマサロン（会場は六本木ヒルズ）：登壇者は桑名由美。「グローバル・シティズンになるためのロードマップとは？」
- 2012年12月3日、GMNテーマサロン（会場は東京プリンスホテル）：登壇者はEmma Freedman、Joshua Freedman（NPOシックスセカンズCOO）。「EQ（感情知能）教育とは？」
- 2012年12月9日、GMNホリデーパーティー（会場は東京プリンスホテル）：登壇者は狩野みき、Travis Ion（Tokyo International School教員）、山川美恵子（愛育病院附属保育所ナーサリールーム園長）。「子どもの考え力教育推進委員会(The Thinking Culture Consortium)」
- 2013年1月19日、GMNマンスリー（会場は文京区スポーツセンター）：「子どものための政策を考える1[財政課題]」将来を担う子どもたちにどう予算を使うべきなのか？
- 2013年2月23日、GMNマンスリー（会場は東京プリンスホテル）：登壇者はJacqueline Boerma（ブールマインスティテュート学長。ヨーロピアンフラワー審査委員メンバー）「花の王国オランダの豊かな花文化と国際的教育の現場」
- 2013年3月17日、GMNマンスリー（会場は六本木ヒルズ）：登壇者は堀込泰三（著書に『子育て主夫青春物語：「東大卒」より家族が大事』（言視舎））「僕が主夫になった理由」
- 2013年4月14日、GMNマンスリー（会場は六本木ヒルズ）：登壇者は高際伊都子（渋谷教育学園渋谷中学高等学校副校長）「子どもが育つそれぞれの時期に大人はどうサポートするか」
- 2013年5月18日、GMNマンスリー（会場は講談社）：登壇者は大崎麻子「女の子の幸福論　もっと輝く明日からの生き方」（大崎麻子著）出版記念会
- 2013年6月8日、GMNマンスリー（会場は六本木駅近辺）：登壇者は鈴木典子（海外産業調査・市場調査コンサルタント）「グローバルの本質とは何か？」

## GMN中核メンバー（コアメンバー）
- 大崎麻子：ジェンダー／開発専門家。大学院在学中に長男を出産。 UNDP(国連開発計画)NY本部でジェンダーと女性のエンパワーメントを担当し、世界各地で多くのプロジェクトに携わる。在職中に長女を出産。産休明けには娘をおぶって5カ国に出張。退職・帰国後、フリーの専門家として、国際機関やNGOで活動中。関西学院大学と聖心女子大学では「ジェンダー論」を教える。「女性も男性も同じように、持って生まれた可能性を開花させられるような国・社会づくりと教育」がライフワーク。港区男女平等参画推進委員やPTA役員などの地域活動も実施。
- 小野日子：東京オリンピック・パラリンピック競技大会組織委員会 スポークスパーソン。11歳男児（小5）の母。戦争体験のある両親の下で育ち、広島への修学旅行を通じて、平和のために何かしたいという思いから、海外生活の経験もないまま外務省へ。地球温暖化等の地球環境問題や途上国への開発協力（保健や教育、ジェンダーといった分野毎の政策立案の経験を経て、アフガニスタンやバングラデシュ、ハイチ等の支援に尽力）に取り組む。近年は、日本の文化や魅力を世界に発信する、広報文化外交（パブリックディプロマシー）を担当。ママ副広報官として首相官邸で奮闘した2年間を経て、2014年夏、国際交流基金へ。文化交流や海外での日本語教育のサポート等を通じ、「日本の友人をふやし、世界とハッピーな関係をつくる」（基金ミッション）ことを目指す。
- 小野美智代：妊産婦と女性を守る国際協力NGO ジョイセフの広報。娘、同い年の夫の3人家族。98年より大学のジェンダーフォーラムの立ち上げや、地方行政の男女共同参画条例づくりに携わる。 03年ジョイセフ勤務。05年事実婚を機に静岡県三島市に転居。妊娠〜出産を経て、日本の母子保健の手厚さと優れた助産技術を体感し、ジョイセフ復帰を決意。育休中、母親として、我が子にいのちの誕生の素晴らしさ、リプロダクティブ・ヘルスを伝えていくことの重要性を痛感し、誕生学®アドバイザーの認定資格を取得。職場復帰後すぐ広報グループが新設され初のグループ長に就く。
- 小野寺愛：「ピースボート子どもの家」 代表、サーファー、女の子2人の母。ピースボートの企画コーディネーターとして地球を6周する中で出会ったテーマ、子ども・太平洋・持続可能な社会作りを中心に、国内外で数百のイベントをプロデュースする。現在は、世界初の洋上モンテッソーリ保育園「ピースボート子どもの家」にて「平和は子 どもからはじまる」を実践中。地元・逗子市では仲間とともに「海のようちえん」を立ち上げ、子どもたちのSense of Wonderを応援している。著書に「紛争、貧困、環境破壊をなくすために世界の子どもたちが語った20のヒント」（合同出版）など。
- 狩野みき：慶應義塾大学、聖心女子大学、ビジネス・ブレークスルー大学講師。子どもの「考える力」を伸ばすスクール、Wonderful Kids主宰。子どもの考える力教育推進委員会・代表。慶應義塾大学法学部卒、慶應義塾大学大学院博士課程修了 (英文学)。約20年にわたって大学で英語とクリティカル・シンキングを教え、考える力は子どもの頃から伸ばすのがベスト、 と確信するに至り、2011年 Wonderful Kidsを立ち上げる。子どもだけでなく、ママやビジネスマンにも「人生をよりハッピーに生きるための考える力」を教えている。著書に『世界のエリートが学んできた 「自分で考える力」の授業』(日本実業出版社より2013年6月刊行予定)『外資の社内英語  ビジネスに効くパワフル動詞460』(ジャパンタイムズより近日刊行予定)『知られざる英会話のスキル20』『知られざる基本英単語のルール』(いずれもDHC)『女性の英会話　完全自習ブック』(アルク)『オーレックス和英辞典』(旺文社) 『プログレッシブ英和中辞典』(小学館) など多数。ニンテンドーDS『スヌーピーといっしょにDS英語レッスン』監修。2児の母。
- 木村麻紀：ジャーナリスト　『POCO21』編集長。環境と健康を重視したライフスタイルを指すLOHAS（ロハス）について、ジャーナリストとしては初めて日本の媒体で本格的に取り上げて以来、地球環境の持続可能性を重視したビジネスやライフスタイルを分野横断的に取材し続けている。 時事通信社記者を経てフリー。ドイツ、米国での取材活動、米コロンビア大学経営大学院客員研究員などを経て、環境とCSRと志のビジネス情報誌「オルタナ」副編集長に。2008年に男の子を出産。最近の関心事は「『生きるように働く』ための場づくり」と「（どんな環境でも生きて行ける）人育て」。著書に 「ロハス・ワールドリポート―人と環境を大切にする生き方－」（ソトコト新書、木楽舎)、「ドイツビールおいしさの原点　−バイエルンに学ぶ地産地消 −」（学芸出版社）。編著に「社会的責任学入門〜環境危機時代に適応する7つの教養〜」（東北大学出版会）など。
- 治部れんげ：ジャーナリスト　昭和女子大学現代ビジネス研究所研究員。2006年より1年間、ミシガン大学フルブライト客員研究員として、アメリカ男性の家事育児参加とそれが妻のキャリアに与える影響について文献調査とインタビューを行い、英文リポート "How American Men's Participation in Housework and Childcare Affects Wives' Careers" と著書『稼ぐ妻・育てる夫：夫婦の戦略的役割交換　アメリカ人52人のワーク・ライフ・バランス』（勁草書房）にまとめた。33歳で息子を、 37歳で娘を出産。
- 菅谷明子：在米ジャーナリスト、ハーバード大学ニーマン・ジャーナリズムフェロー。ボストン生まれの二女の母。ニューズウイーク日本版、経済産業研究所(RIETI)などを経て現職。「個人が持つ力を最大限に引き出し、それを繋ぐことで社会を潤すこと」に関心。現在は、ソーシャルメディア時代のジャーナリズムとメディアリテラシーが研究テーマ。HarvardとMITのある大学町Cambridge在住。良く寝る赤ちゃんを連れて、講演等に参加したことも。日米の言語習得、文化理解、自己肯定力の強い子にすべく、日々の子育てに奮闘中。
- 高田亜樹：ニューヨーク在住、デザイナー・起業家。二児の母。日英の大学院で国際人権法・政治学を専攻後、日本政府国連代表部専門調査員として勤務。出産を機に、FIT(ファッション工科大学）にてデザインを学び、起業。子供時代に米・英で10年過ごした帰国子女。夫がアンゴラ赴任中に当地を訪れ、貧困・紛争・劣悪な衛生状況の中での暮らしに触れ、世界観が変わる。子供たちには、世界中どこでも生きていけるたくましさと柔軟性、知性と優しさを身に着けてほしいと願う。
- 丹羽恵玲奈：東京都主税局税制調査課長
- 藤村美里：TVディレクター。都立国分寺高校、早稲田大学卒業後、テレビ局に入社。情報報道番組、ドキュメンタリー番組などの制作に携わる。2008年に女児を出産し、その後は児童虐待や周産期医療、不妊治療など女性・母親が関わる分野を中心に取材。2013年より生活のベースをタイ・バンコクに移す。英国系のインターナショナルスクールに通う娘がひとり。最近では、海外教育についても取材、発信を続けている。日経DUALなどで、働く母のインタビュー動画や海外育児のコラムも連載中
- 竹村真紀子：IWCJ・代表理事。日韓中を中心にグローバルマインドをもつ家族で構成される俱楽部を運営し、アジア圏でのビジネスマッチングを推進するとともに、次世代がアジア人としてグローバルに活躍できるよう、駐日大使館の協力を得て、子供向けにリトルアンバサダー・プログラムを開催。2013年にはヒーローズエデュテイメント株式会社（代表：秋沢志篤）取締役に就任。日本を代表するヒーロー達による子供向けプログラムの海外展開を企画・推進。国際機関で海外人向けの「日本のビジネスマナー」研修を担当。東洋経済オンラインでは、「日本人が知らないグローバル接待の作法」を連載中

## 主催組織
- 組織名称：International Women's Club JAPAN
- 組織名称（英文）：International Women's Club JAPAN （英文略称「IWCJ」）

- 代表理事：竹村真紀子（IWC-ASIA理事 兼 事務局長。日韓中を中心にグローバルマインドをもつ家族で構成される俱楽部を運営し、アジア圏でのビジネスマッチングを推進するとともに、次世代がアジア人としてグローバルに活躍できるよう、駐日大使館の協力を得て、子供向けにリトルアンバサダー・プログラムを開催。2013年にはヒーローズエデュテイメント株式会社（代表：秋沢志篤）取締役に就任。日本を代表するヒーロー達による子供向けプログラムの海外展開を企画・推進。国際機関で海外人向けの「日本のビジネスマナー」研修を担当。東洋経済オンラインでは、「日本人が知らないグローバル接待の作法」を連載中）
- 理事：寺脇加恵 （株式会社ビューティバー フードディレクター＆ケータリングシェフ。ナイジェリア大使館等各国大使館のイベントケータリング等も手がけ、2011年FOODEXではアメリカ大使館農産物貿易事務所にて、マーケティングシェフを担当。同月、練馬区認可「まちの保育園」食の顧問に就任、保育園児向けのフードプログラムを開発。他、大学研究機関と共同開発にて「抗疲労食」に関するオリジナルメソッドを開発中）
- 理事：大崎麻子 （大崎麻子事務所代表。国際連合開発計画(UNDP)NY本部開発政策局にて、ジェンダーと女性のエンパワーメントを担当。世界各地で数多くのプロジェクトを手掛けた。現在、フリーの開発政策・ジェンダー専門家として、政府関係機関、国際機関、NGOなどで幅広く活動中。関西学院大学客員教授、聖心女子大学非常勤講師、港区男女平等参画推進委員、中田英寿のTake Action Foundation評議）
- 理事：小門裕幸 （法政大学教授）

- 特別顧問：和気邦夫（インド、パキスタン、ナイジェリアなど世界各地の国連児童基金（UNICEF）事務所に勤務した後、国際連合開発計画（UNDP）国連開発グループ事務局次長、国際連合人口基金(UNFPA)事務局次長を歴任。現在、関西学院大学総合政策学部客員教授）
- 特別顧問：裵東徹（ベ・ドンチョル。Black Diamond Club 代表で日韓中で活躍する未来人才育成の教育家。アジア未来人才研究所を設立して次世代の経営と人材育成について研究。アジア未来人才研究所は、韓国政府機関である韓国情報化振興院との共同研究を実施し未来社会の予測および、それに対するソリューションを開発している。また全国経済連合(※日本の経団連にあたる)で企業家及び役員対象のワークショップおよび未来創造革新を主題とした講義を開催している。2007年にはパックスアジア時代を主導するリーダーズネットワークである Black Diamond Club を設立。アジアのトップクラスのリーダー等と積んで来た人脈と経験を土台に日韓中で経営コーチングおよび未来戦略経営コンサルティングを実施している。また同時に、Black Diamond Junior Clubも設立。韓国全土でトップクラスの人才を選抜して次世代人才の育成を実施している(今年で7期目)。企業家としても幾多の実績を残し、2000年に観光産業発展に寄与した功労として企業家として最年少で大韓民国大統領表彰(外貨獲得実績)を受けている。2011年1月に著作の「2030年 富の未来図」が日本で翻訳出版され Amazon 書籍部門で総合1位となった。現在は中国の北京に居住）
- 特別顧問：岸本昌子 （財団法人日本国際協力センター 理事）

- 事務所の所在地：東京都港区元麻布一丁目2-23